# Lijst van voetbalinterlands Benin - Malawi (vrouwen)
Deze lijst van voetbalinterlands is een overzicht van alle officiële voetbalinterlands tussen de nationale vrouwenteams van Benin en Malawi. De landen hebben tot nu toe twee keer tegen elkaar gespeeld.

## Wedstrijden
| № | Plaats   | Datum            | Competitie                                | Wedstrijd      | Uitslag |
| - | -------- | ---------------- | ----------------------------------------- | -------------- | ------- |
| 1 | onbekend | 19 februari 2006 | Afrikaans kampioenschap 2006 kwalificatie | Benin − Malawi | 1 − 0   |
| 2 | onbekend | 26 februari 2006 | Afrikaans kampioenschap 2006 kwalificatie | Malawi − Benin | 0 − 0   |

## Samenvatting
| Competitie                           | Totaal gespeeld | Winst Benin | Gelijk | Winst Malawi | Doelsaldo Benin – Malawi |
| ------------------------------------ | --------------- | ----------- | ------ | ------------ | ------------------------ |
| Afrikaans kampioenschap kwalificatie | 2               | 1           | 1      | 0            | 1 − 0                    |
| Totaal                               | 2               | 1           | 1      | 0            | 1 − 0                    |